# Netzsch

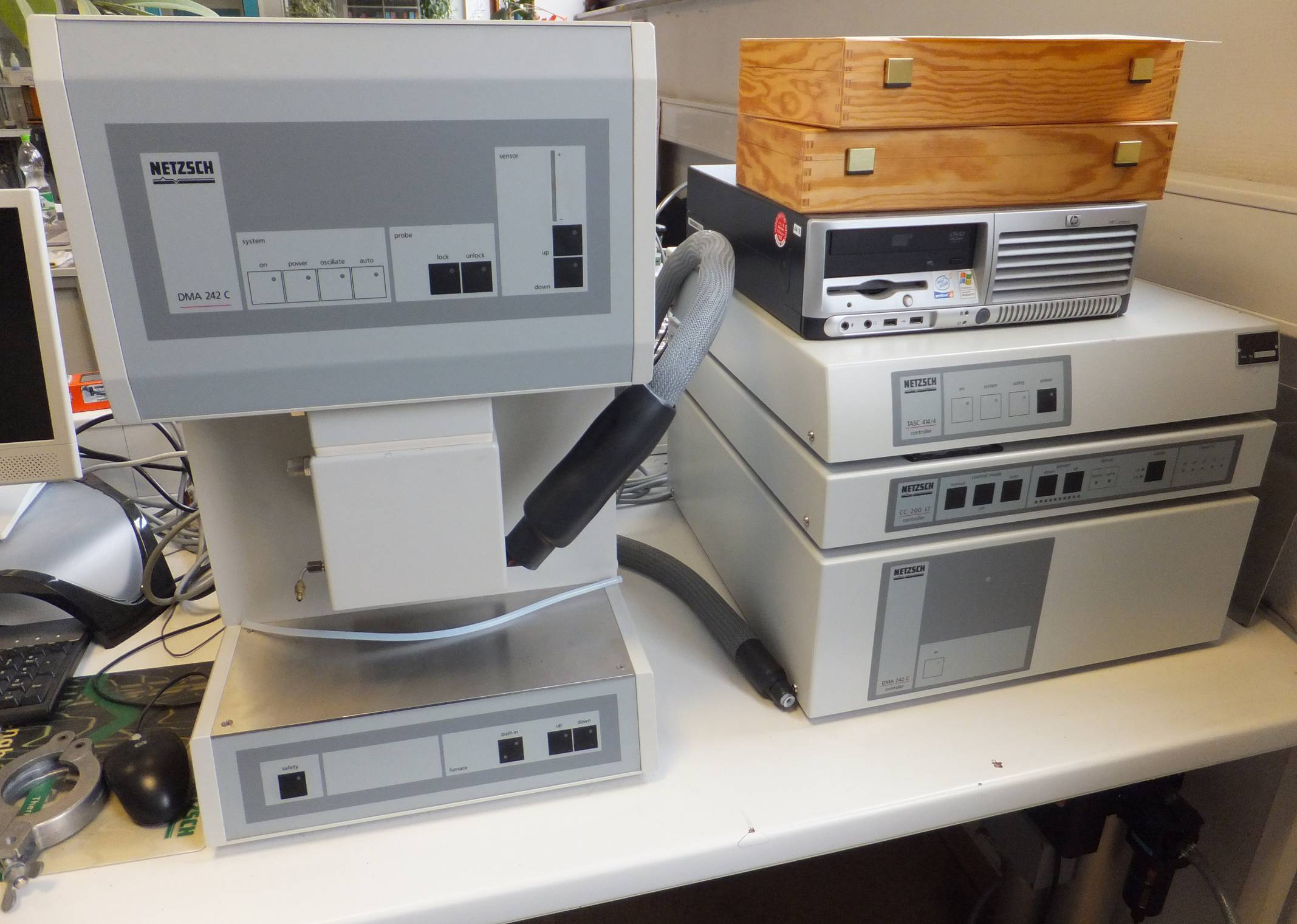
ДМА-Анализатор фирмы Нетч

Группа компаний NETZSCH — немецкая компания, работающая в сфере машино- и приборостроения, которая располагает производственными, сбытовыми и сервисными организациями в разных странах мира с главным офисом в городе Зельб, Бавария. Число сотрудников по всему миру достигает более 3.000 человек в 210 центрах продаж и производства, в 28 странах по всему земному шару.
Штаб-квартира компании и бизнес-подразделений «Анализ и Тестирование» и «Измельчение и Диспергирование» находится в Зельбе, Верхняя Франкония. Штаб-квартира бизнес-подразделения «Насосы и Системы» в Вальдкрайбурге, Верхняя Бавария.

## История
Томас Нетч и его брат Кристиан, основали фирму НЕТЧ в городе Зельб / Верхняя Франкония. В 1931 году штаб-квартира компании переехала из Зельба в Аш. После окончания войны в 1946 году фирма была вынуждена отказаться от завода в г. Аш, начинается восстановление в г. Зельб. В 1969 году была основана первая фирма за пределами европы, NETZSCH Inc., Экстон, Пенсильвания (США), а в 1973 в Помероди (Бразилия).

## Подразделения компании
Машиностроительная компания производит своё оборудование с помощью трех независимых бизнес-подразделений: «Анализ и Тестирование», «Измельчение и Диспергирование», а также «Насосы и Системы». Подразделения предлагают термоаналитические приборы для научных исследований и разработок, измельчители и диспергаторы, системы для влажного и сухого измельчения, а также насосы и системы для перекачки почти всех сред. Производимое оборудование используется практически во всех отраслях промышленности. Все три бизнес-подразделения находятся под руководством Эрих НЕТЧ ГмбХ & Кo. Холдинг КГ.
Доходы Нетч-Группы в 2017 году составили 477 млн евро. Из этой суммы 95 млн евро приходится на бизнес-подразделение «Анализ и Тестирование», 146 млн евро на бизнес-подразделение «Измельчение и Диспергирование», и 277 млн евро на бизнес-подразделение «Насосы и Системы».
С долей рынка в 25 %, бизнес-подразделение «Насосы и Системы» является мировым лидером по сбыту и техническому прогрессу в сфере винтовых насосов.

## Местоположения
- Германия: 6 баз производства и монтажа, 18 офисов продаж и сервисного обслуживания
- Европа: 3 базы производства и монтажа, 38 офисов продаж и сервисного обслуживания
- Россия: 1 база производства и монтажа, 2 офиса продаж
- Всемирно: 18 баз производства и монтажа, 135 офисов продаж и сервисного обслуживания